# كارين سترومبرغ
كارين سترومبرغ (بالسويدية: Carin Strömberg) مواليد 10 يوليو 1993 في ستوكهولم، هي لاعبة كرة يد سويدية تلعب كوسط مدافع. مثلت منتخب السويد لكرة اليد للسيدات. شاركت في دورة الألعاب الأولمبية الصيفية سنة 2016.

## سجل المنافسة
شاركت في البطولات التالية:
- الألعاب الأولمبية الصيفية 2016
- بطولة العالم لكرة اليد للسيدات 2015
- بطولة أوروبا لكرة اليد للسيدات 2016

## روابط خارجية
- كارين سترومبرغ على موقع الاتحاد الأوروبي لكرة اليد (الإنجليزية)
- كارين سترومبرغ على موقع اللجنة الأولمبية الدولية (الإنجليزية)
- كارين سترومبرغ على موقع أوليمبيديا (الإنجليزية)
- كارين سترومبرغ على موقع اللجنة الأولمبية السويدية (السويدية)